# لورتا دانغیان
لورتا گورگنی دانِغیان (ارمنی: Լորետա Գուրգենի Դանեղյան؛  ۴ اوت ۱۹۳۷) ایران‌شناس اهل ارمنستان است.

## زندگی‌نامه
وی در ۴ اوت ۱۹۳۷ در تبریز به دنیا آمد. بین‌سال‌های ۴۶–۱۹۴۴ در مدرسه کوشش-داوتیان تهران تحصیل نمود. در سال ۱۹۴۶ همراه خانواده به ارمنستان مهاجرت نمود. در ۱۹۶۰م دانشکدهٔ خاورشناسی دانشگاه دولتی ایروان را به پایان رساند. از سال ۱۹۶۱ در انستیتو خاورشناسی فرهنگستان ملی علوم ارمنستان فعالیت می‌کند. در ۱۹۶۳م در پژوهشگاه خاورشناسی جمهوری ارمنستان به کار پرداخت. در ۱۹۷۱م از رسالهٔ دکتری خود با نام اثر «آراکل داوریژتسی منبع تاریخ دورهٔ صفویهٔ ایران در قرن ۱۷م» دفاع کرد. 

## آثار
از آثارش:
- اثر آراکل داوریژتسی منبع تاریخ دورهٔ صفویهٔ ایران به ارمنی (ایروان، ۱۹۷۸م)

- Առաքել Դավրիժեցու երկը որպես Սեֆյան Իրանի XVII դարի պատմության սկզբնաղբյուր: / Լ. Դանեղյան; Պատ. խմբ. Վ. Բայբուրդյան; ՀՍՍՀ ԳԱ Արևելագիտության ինստիտուտ